# Villingendorf
Villingendorf ist eine Gemeinde im Landkreis Rottweil in Baden-Württemberg.

## Geografie

### Lage
Villingendorf liegt am Ostrand des mittleren Schwarzwalds zwischen 501 und 718 Meter Höhe über dem oberen Neckartal etwa vier Kilometer nördlich der Kreisstadt Rottweil.

### Nachbargemeinden
Die Gemeinde grenzt im Westen an Dunningen, im Norden an die Rottweiler Exklave Hochwald und Bösingen, im Osten an Epfendorf und Dietingen und im Süden an Rottweil und Zimmern ob Rottweil.

### Gemeindegliederung
Zur Gemeinde Villingendorf gehören das Dorf Villingendorf und das Gehöft Tannwald.

### Schutzgebiete
Die Hänge des Neckartals im Osten der Gemeinde gehören zum Landschaftsschutzgebiet Neckartal mit Seitentälern von Rottweil bis Aistaig und zum FFH-Gebiet Neckartal zwischen Rottweil und Sulz.

## Geschichte

### Frühe Geschichte
Das Dorf geht auf eine alemannische Gründung aus dem Anfang des 5. Jahrhunderts zurück. Das belegen die Ausgrabungen des alemannischen Friedhofs im Gewann Teichwiesen im Jahr 1996. Die ältesten Funde datieren aus der Zeit um 425. Die herausragenden Funde dieser Ausgrabung waren ein Reitergrab und ein Grab, das eine Goldgriffspatha enthielt. Bisher wurden nur wenig mehr als 20 Goldgriffspathen im schwäbisch-alemannischen Raum gefunden.
Die Besitzgeschichte von Villingendorf ist äußerst kompliziert, wie die der meisten Dörfer der näheren Umgebung. Es muss hier zwischen der politischen Oberherrschaft, der Grundherrschaft, den Zehntrechten und dem Patronatsrecht, d. h. dem Recht den Pfarrer einzusetzen, unterschieden werden. Diese Besitztitel waren sicherlich in der Frühzeit und während der Zeit des Herzogtums Schwaben noch wesentlich konzentrierter, als sie sich zum Ausgang des Mittelalters darstellten. In der frühen Geschichte kann auch aufgrund der Urkundenlage kaum zwischen politischer Oberherrschaft und Zehntrechten unterschieden werden.

### Landespolitisch zu verstehende Oberherrschaft
Vermutlich bereits im 8. oder 9. Jahrhundert kam ein Teil des Dorfes zum Kloster St. Gallen, ein anderer Teil zum Kloster Gengenbach. Der Besitz des Klosters St. Gallen in Villingendorf ist urkundlich nur schwer zu fassen. 793 schenkte der alemannische Graf Berthold einen umfangreichen Besitz, darunter auch die nahe Neckarburg, an das Kloster St. Gallen und erhielt diesen Besitz gegen einen jährlichen Zins vom Kloster wieder zurück. Villingendorf wird in dieser Urkunde nicht genannt, dürfte aber zu dieser Zeit zur Herrschaft der nahe gelegenen Neckarburg gehört haben. Das St. Gallus-Patrozinium der Dorfkirche und ein besonderer Zehntanteil, der sog. „Portzehnt“, der an den Pförtner des Klosters St. Gallen ging, belegen jedoch Besitztitel dieses Klosters in Villingendorf. Der „Portzehnt“ wurde 1278 vom Kloster St. Gallen an die Rottweiler Bürger Konrad, Trutwin und Ulrich die Blez gegen zwei Konstanzer Schillinge Jahreszins weiter verliehen. In der Folge wurde dieser Zehntanteil weiter vererbt und auch weiter aufgeteilt. Der „Portzehnt“ ist auch aus dem östlich des Neckar gelegenen Dietingen bekannt, das damit ebenfalls zum Besitzkomplex der Neckarburg gehört haben dürfte.
Seit 1315 war Reinher I v. Rüti im Besitz der nahen Neckarburg und damit wahrscheinlich auch im Besitz (von Teilen?) von Villingendorf. Die Niederadelsfamilie v. Rüti wird 1251 zum ersten Mal urkundlich genannt. Sie stammte von dem abgegangenen Dorf Reutin bei Oberndorf und trug die drei Sterne im Wappen, die heute auch Bestandteil des Villingendorfer Gemeindewappens sind.
Reinher I war Ortsherr von Villingendorf, und ihm gehörte zumindest auch ein großer Hof, der Ruprechtshof. Da sein Enkel Albrecht Villingendorf und den Ruprechtshof ohne Zustimmung der Grafen von Sulz an Wernher von Zimmern verpfändete, können diese Besitztitel keine Lehen, sondern müssen Allod (Eigenbesitz) gewesen sein. Zwischen 1315 und 1352 wurde die Herrschaft Neckarburg dann unter die Söhne des Reinher (I), Reinher (II) und Peter (I) geteilt. Die Linie des Reinher (II) besaß die vordere Burg, während Peter (I) die hintere Burg bekam. Zur Herrschaft der vorderen Burg gehörte vermutlich Villingendorf, zwei Höfe in Neckarburg, die Kirche in Dietingen und je die Hälfte des Burgstalles Hohenstein und des Dorfes Irslingen. Dieser Besitz kam dann in den Besitz des Albrecht v. Rüti, dem Sohn Reinher’s (II), der anscheinend in chronischen Geldnöten war. 1350 musste er den Ruprechtshof in Villingendorf zunächst an Burk v. Kirneck verpfänden, 1353 dann das Dorf Villingendorf und den Ruprechtshof an den Grafen Wernher von Zimmern. Dadurch wurde Albrecht v. Rüti zum Lehnsmann des Wernher von Zimmern. Bis 1451 waren die Herren von Zimmern in den (geteilten?) Besitz von Villingendorf gekommen.
In der ersten urkundlichen Erwähnung von Villingendorf in einer Urkunde des Klosters Gengenbach aus dem Jahre 1139 ließ sich das Kloster nicht weiter spezifizierten Grundbesitz in Villingendorf bestätigen. 1140 bei der Schenkung eines Gutes in Niedereschach samt der dortigen Pfarrkirche an das Kloster Gengenbach sind 40 anwesende Edelfreie aus der näheren Umgebung Zeuge dieser Besitzübertragung. Unter diesen werden als Gengenbacher Amtsträger auch ein Leo und Wernher von Villingen(dorf) erwähnt. Aufgrund der Urkundenlage und des (erst später sicher nachgewiesenen Grundbesitzes) kann es als sicher gelten, dass Teile von Villingendorf zusammen mit Beffendorf, Irslingen und Niedereschach zu einem Ausstattungsgut des Klosters Gengenbach gehörte. Zu diesem Besitz gehörte eine sogenannte „Curie“, ein Verwaltungshof (später meist Fronhof genannt) sowie die Dorfvogtei und wahrscheinlich noch andere Güter. 1393 verpfändete Konrad Bock (I), Bürger zu Rottweil, seine von Junker Egenolf von Wartemberg genannt von Wildenstein gekauften Güter samt Vogtrecht zu Villingendorf, die ein Lehen des Klosters Gengenbach waren, gegen 40 Mark Silber Rottweiler Gewichts an seinen Sohn Johann Bock, behielt sich aber die Wiederlosung vor. 1428 wurde Konrad Bock (II) mit dem Besitz seines verstorbenen Bruders Johannes Bock, der es bis zum Ritter gebracht hatte, belehnt. Darunter befanden sich nicht weiter ausgeführte Lehen des Klosters Gengenbach und das Vogtrecht.
1447 verkaufte Konrad Bock (III), der Sohn des oben genannten Konrad Bock (II), die Vogtrechtszinsen sowie Zinsen aus verschiedenen kleineren Gütern, die er zuvor als Gengenbacher Lehen innegehabt hatte, an Abt Egenolf und den Konvent des Klosters Gengenbach zurück.
Aus den Jahren 1498 und 1528 liegen zwei Urbare (Güter- oder Besitzbeschreibungen) der Gengenbacher Güter vor. Das Urbar von 1528 beschreibt auch die Rechte, die das Kloster in Villingendorf hatte, u. a. das Gericht, das 3-mal jährlich stattfand. Vermutlich lag dieser Gerichtsplatz in den Fronwiesen auf dem Käppelebühl, der noch 1528 eine besondere Bedeutung hatte. Der Besitzkomplex des Klosters Gengenbach an Hofstätten, Gärten und Wiesen lag wahrscheinlich geschlossen im nördlichen Teil der Ortsflur beiderseits des „Stettener Weges“, heute Teuffenstraße und Schellenwasen. Erst 1536 verkaufte das Kloster Gengenbach diesen Besitz an das Spital in Rottweil, das durch diesen Kauf zum größten Grundherrn in Villingendorf aufstieg. Die Vogt- und Gerichtsrechte scheinen an die Stadt Rottweil übergegangen zu sein.
Im Jahre 1513 hatten die Herren von Zimmern bereits ihren Teil von Villingendorf an die Freie Reichsstadt Rottweil verkauft, so dass nun die nahe gelegene Reichsstadt das alleinige Sagen hatte (Vogtrechte, Gerichtsrechte, Steuern, Wehrdienstpflicht der Bauern). Villingendorf blieb im politischen Besitz Rottweils bis zur 1802 erfolgten Angliederung Rottweils an Württemberg.

### Zehntgeschichte und Patronat
Der Zehnt war ursprünglich zur Besoldung des Pfarrers und zum Unterhalt der Kirche jedem Christen auferlegt worden. Er bestand aus dem Großen und Kleinen Zehnten sowie dem Blutzehnten. Später kam diese Abgabe aber auch in den Besitz von Laien (siehe oben „Portzehnt“) und von anderen Institutionen. In Villingendorf war der „Portzehnt“ durch Erbteilung und Verkauf an die verschiedensten Besitzer gekommen. Mindestens eine Sechstelung mancher Anteile lässt sich urkundlich nachweisen. Einer dieser Zehntanteile kam um 1400 in den gemeinsamen Besitz der Rottweiler Bruderschaft, Heiligkreuz, der Dominikaner und der Johanniter.
Bereits 1360 hatten die Johanniter mit dem Kauf des Ruprechtshofes von Albrecht von Rüti bereits den großen und kleinen Zehnten dieses Hofes erworben. Danach erwarben die Johanniter nach und nach fast den gesamten Villingendorfer Zehnt. 1789 wird aber noch explizit ein kleiner Zehntanteil erwähnt, der an den Besitz der Neckarburg geknüpft war („Neckarburger Zehnt“) und für den die Johanniter eine kleine Ausgleichszahlung zu leisten hatten. Dafür hatten die Johanniter das Patronat (= Recht den Pfarrer vorzuschlagen) und die Pflicht den jeweiligen Pfarrer zu besolden. Dazu muss allerdings gesagt werden, dass vor allem im 17. Jahrhundert gar kein Pfarrer in Villingendorf war, sondern sehr häufig Rottweiler Ordensgeistliche die Gemeinde versorgen.

### Grundherrschaft
Sehr komplex ist auch die Grundherrschaft in Villingendorf. Im 18. Jahrhundert gab es elf große Bauernhöfe in Villingendorf. Zehn Bauernhöfe waren Lehnshöfe und nur ein Hof war ein Eigenhof. Ein Lehnshof (= geliehener Hof) war nicht Eigentum des jeweiligen Lehnsbauern, sondern eines Grundherrn. Er bekam den Hof gegen eine jährliche, ertragsunabhängige Fixabgabe, meist in Form von Geld, Getreide und Kleinvieh (Hühner und Eiern) geliehen. Insgesamt gab es 22 Lehen (bzw. 23, falls die Heiligenfelder aus einem ursprünglichen Lehen entstanden sein sollten), die von den 10 Lehnsbauern bewirtschaftet wurden. Das bedeutet, dass die meisten Lehnsbauern nicht nur ein Lehen hatten, sondern mehrere auf sich vereinigen konnten.
Das Lehnswesen geht ursprünglich auf das germanische Gefolgsschaftssystem zurück. Der Kriegsherr belohnte seine Gefolgsleute mit Landbesitz und abhängigen Bauern, die dieses Land bebauten. In der Regel wurde dieser Landbesitz als Mannlehen vergeben, d. h. das Lehen fiel nach dem Tod des Lehennehmers wieder an den Lehnsherrn zurück. In gleicher Weise wurden Bauerngüter häufig als Lehen an Bauern vergeben. Bereits in der frühen Neuzeit waren die Lehnshöfe aber in Erblehen übergegangen, d. h. der Grundherr griff in der Regel nicht in die Lehnsfolge ein und die Höfe wurden meist an den Sohn oder einen Schwiegersohn weiter vererbt oder verkauft. Selbst der Verkauf an einen Familienfremden war im Rahmen des Erblehenrechts möglich. Die Entlassung eines Bauern aus dem Lehnsverhältnis war zwar theoretisch möglich, sie war jedoch in der Praxis mit solchen Hindernissen gespickt, dass aus der näheren Umgebung kein Fall einer derartigen „Abmeierung“ bekannt ist. Die „Abmeierung“ eines Bauern konnte nur in einem sogenannten „Caduzitätsprozeß“ vor einem ordentlichen Gericht durchgesetzt werden. Der Grundherr musste dabei sehr grobe Verfehlungen seines Lehnsbauern nachweisen. Versäumnisse bei der Zinszahlung etwa bei schlechten Ernten und selbst Misswirtschaft zählten nicht als solche Gründe. Es war eher das Gegenteil der Fall, denn im 17. und 18. Jahrhundert näherten sich die bäuerlichen Besitzrechte immer mehr dem „zinsbelasteten Volleigentum“ an. Dies führte sogar dazu, dass z. B. das Spital in Rottweil als Grundherr 1696 ein eigenes, um 200 J großes Lehnsgut für den verhältnismäßig hohen Betrag von 2450 fl zurückkaufte und das Gut fortan als Drittelhof betrieb, dessen höherer Ertrag (verglichen mit dem Lehnshof) anscheinend den hohen Kaufpreis rechtfertigte. Da die abzuliefernden Grundzinsen seit etwa dem 16. oder 17. Jahrhundert nicht mehr willkürlich geändert werden konnten und stabil blieben, waren die Erblehen ein wertvoller Besitz. Mit verbesserten Anbaumethoden und zunehmender Bevölkerung stieg auch der Wert der Erblehen, die z. T. zu sehr hohen Preisen ver- und gekauft wurden, obwohl die Bauern, rechtlich gesehen, nicht Eigentümer von Grund und Boden waren. Die Bauern hatten sich allerdings um den Unterhalt der Hofstätten selber zu kümmern. Mit Zustimmung des Grundherrn konnten sogar einzelne Parzellen des Lehens verkauft werden; bei gleich bleibenden Abgaben versteht sich. Es gab „gute“ Lehen, mit verhältnismäßig geringer Belastung pro Jauchert und weniger gute Lehen mit hoher Belastung der Parzellen.
Eine Variante der Erblehen war das Fall-Lehen. Es unterlag zwar dem Erblehen-Recht, jedoch musste im Veränderungsfalle (Tod des Lehnsträgers oder Verkauf) der „Hof-Fall“ oder „Weglösung“ entrichtet werden. Das einzige bisher nachgewiesene Fall-Lehen in Villingendorf war das Alpirsbacher Lehen. Der Betrag von 50 Gulden, der im Veränderungsfall entrichtet werden musste, war vergleichsweise sehr hoch.
Vor allem mit Ende des 17. und Beginn des 18. Jahrhunderts bemühten sich die Grundherren, von der „Leihewirtschaft“ wegzukommen und die Höfe unter eigene Bewirtschaft zu nehmen. So mussten 1696 zwei Villingendorfer Bauern wegen Überschuldung ihre Höfe an Rottweiler Institutionen (Spital und Präsenz) verkaufen. Ein weiterer Hof kam um 1760 in den Besitz eines Rottweiler Bürgers. Diese Höfe wurden in sogenannte „Bestandshöfe“ oder, als besondere Form, die „Drittelhöfe“ überführt und in der Regel auf 4 bis 10 Jahre an einen Bauern verpachtet, entweder gegen einen hohen Festbetrag oder, was ebenfalls vorkam und wie der Name Drittelhof impliziert, durch Abgabe eines Drittels des Ertrages. Dafür war nun der Besitzer und nicht der Pächter für den Unterhalt der Hofstätte verantwortlich. Um einem Interessenskonflikt vorzubeugen, wurden gerne Taglöhner mit sehr geringem Eigenbesitz oder gar Ortsfremde auf diese Höfe geholt („in Bestand vergeben“). Die Bestandsbauern waren nicht mehr durch das Erblehnsrecht abgesichert und konnten jederzeit nach Ablauf ihres Pachtvertrages entlassen werden. Die Verhältnisse Grundherr/Bestandsbauer waren durch die Bestandsverträge genauestens geregelt und Willkürakte waren auch hier nahezu ausgeschlossen.
Auch in der Abfolge der Pacht- bzw. Bestandsbauern (z. B. des Spital-Drittelhofes) ließ sich wenig Fluktuation beobachten. In der Regel wurden die Bestandsverträge immer wieder mit demselben Bauern abgeschlossen (wenn dieser gut gewirtschaftet hatte), und nach dem Tod des Bestandsbauern wurden neue Pachtverträge in der Regel mit dem Sohn oder Schwiegersohn abgeschlossen. Die Pachtverträge hatten einen hohen ökonomischen Wert, und ein derartiger Pachtvertrag oder Bestandsvertrag genügte oft schon als Sicherheit bei der Aufnahme eines Darlehens.
In Villingendorf wurden die Lehnshöfe bis weit in das 18. Jahrhundert hinein unzerteilt an einen jüngeren Sohn oder Schwiegersohn verkauft. Der Verkaufserlös wurde unter den Kindern des Lehnsbauern aufgeteilt. Das Lehnsbauernpaar behielt sich ein Leibgeding vor (meist ein paar Felder oder Naturalleistungen sowie freie Unterkunft auf dem Lehnshof). Erst um 1760 kam es zur Teilung von zwei großen Villingendorfer Lehnshöfen. In anderen Gemeinden der näheren Umgebung mit Realteilung kam es dagegen oft zur völligen Zersplitterung der Lehen.
Die Höfe und die Lehen
Insgesamt konnten in Villingendorf im Zeitraum 1549 bis etwa 1836 22 Lehen nachgewiesen werden bzw. 23, wenn die „Heiligenfelder“ der St. Gallus-Pfründe als ursprüngliches Lehen interpretiert werden. Zur Unterscheidung wurden sie nach Grundherr und Größe oder Alter benannt. Die meisten Lehnsbauern konnten, wie bereits oben erwähnt, nicht nur ein Lehen, sondern mehrere auf sich vereinigen. So sind es in Villingendorf nur 10 Lehnsbauern, die die 22 bzw. 23 Lehen unter sich aufteilten. Dazu kam noch ein großes Eigengut, das unzerteilt weitervererbt wurde. Jeder dieser 11 Bauern bewirtschaftete im Durchschnitt über 127 J (oder etwas über 37 ha), Gärten, Felder, Wiesen und Wald. Die Geschichte der Lehen ist äußerst kompliziert, da sie nicht an einen bestimmten Hof gebunden wurden, d. h. der Bauernhof, von dem aus das Lehen bewirtschaftet wurde, konnte im Laufe der Zeit wechseln. Zu einigen Lehen gehörte im 16. Jahrhundert noch ein Hofgebäude, das dann zur Mitte des 17. Jahrhunderts (und später) nicht mehr nachweisbar ist. Auch die Lehns- bzw. Grundherrn eines Lehens wechselten häufig. Die Lage der meisten Höfe konnte aber bis zur Mitte des 16. Jahrhunderts relativ sicher rekonstruiert werden.
- 1. Hof (Lehen)
  - Bruderschaft-Lehen
  - Altes Spital-Lehen
  - (ab ca. 1760 geteilt)
  - Betriebsgröße: ca. 160 J
- 2. Hof (Drittelhof)
  - Spital-Drittelhof (bis 1536 Kl. Gengenbach, bis 1696 Lehen)
  - Betriebsgröße: ca. 197 J
- 3. Hof (Lehen)
  - Großes Spital-Lehen (bis 1536 Kl. Gengenbach)
  - Kleines Spital-Lehen (bis 1536 Kl. Gengenbach)
  - (ab 1760 geteilt)
  - Betriebsgröße: ca. 198 J
- 4. Hof (Lehen)
  - Alpirsbacher Lehen (ab 1792 Spital)
  - Betriebsgröße: ca. 112 J
- 5. Hof (Lehen)
  - Älteres Johanniter-Lehen
  - Lehen von St. Michael/Neckarburg (wechselnde Besitzer, 1768 abgelöst)
  - Großes Witticher Lehen (vor 1738 an Alpirsbach, 1792 Spital)
  - Betriebsgröße: ca. 92 J
- 6. Hof (Lehen)
  - Jüngeres Johanniter Lehen
  - Widum (Eigentum der Johanniter Kommende Rottweil, ab 1798 in Bestand vergeben)
  - Kleines St. Gallus-Lehen
  - Betriebsgröße: ca. 81 J
- 7. Hof (Lehen)
  - Großes St. Gallus-Lehen
  - Älteres Rottenmünster Lehen (ab 1768 Eigen)
  - Betriebsgröße: ca. 71 J
- 8. Hof (Lehen)
  - Älteres Dominikaner-Lehen
  - Lehen von St. Jakobus/Heiligkreuz in Rottweil
  - Jüngeres Rottenmünster-Lehen (ab 1768 Eigen)
  - Betriebsgröße: ca. 117 J
- 9. Hof (Lehen)
  - Jüngeres Dominikaner-Lehen
  - Kleines Witticher Lehen (1683 an Kloster Alpirsbach, 1792 Spital)
  - Mittleres St. Gallus-Lehen
  - Betriebsgröße: ca. 101 J
- 10. Hof (Pachthof)
  - Spital-Lehen der Präsenzverwaltung (bis 1696 Lehen)
  - St. Gallus-Lehen der Präsenzverwaltung (bis 1696 Lehen)
  - Betriebsgröße: ca. 166 J
- 11. Hof (Eigen)
  - Das „Zoppen“-Eigengut
  - Betriebsgröße: ca. 108 J
- „Heiligenfelder“
  - (diese waren auf mehrere Bauern bzw. Taglöhner verteilt)
  - Betriebsgröße: ca. 8 J

Die Lehen des Rottweiler Spital
1786 war das Rottweiler Spital der größte Grundbesitzer in Villingendorf. Der Grundbesitz umfasste knapp 500 J, ursprünglich verteilt auf 5 Lehen, von denen aber ein Lehen an die Rottweiler Präsenzverwaltung gefallen war und in Bestand bewirtschaftet wurde. Ein Lehen war vom Spital aufgekauft worden war und wurde als Drittelhof bewirtschaftet. 1792 kam mit dem Erwerb der Alpirsbacher Lehen (davon 2 ursprünglich im Besitz des Klosters Wittichen) noch 3 weitere Lehen mit einer Gesamtgröße von 170 J in den Besitz des Spitals. Diese werden jedoch unter den ursprünglichen Grundbesitzern; dem Kloster Alpirsbach und dem Kloster Wittichen abgehandelt.
Die ertragsunabhängigen Grundabgaben des Spitals betrugen 1786 in Villingendorf immerhin 23 mtr 14 vrt Vesen, 6 mtr 11 vrt Hafer, 1 Huhn, 12 Schillinge, 4 Kreuzer. Die zusätzlichen ertragsabhängigen Abgaben des Spitaldrittelhofes können nicht pauschal beziffert werden.
Während vier der fünf Spital-Lehen von 1786 erst 1536 in den Besitz des Spitals kamen, ist das ursprüngliche sog. „Alte Spital-Lehen“ bereits seit 1310 im Besitz des Spitals. Das Lehen umfasste zusammen 1786 ca. 89 J. Zu diesem Lehen gehörte 1786 keine Hofstatt mehr. Es wird lediglich noch ein Garten beschrieben, der Hofstattrecht hatte und an der Stelle des heutigen Rathauses lag. 1549 wird dagegen noch eine Hofstatt an dieser Stelle erwähnt. Wann dieses Gebäude zerstört oder abgerissen worden und danach nicht mehr aufgebaut worden ist, ließ sich aus den vorhandenen Urkunden nicht mehr rekonstruieren. Das Alte Spital-Lehen war zusammen mit dem Bruderschaft-Lehen in einer Hand vereinigt und wurde später geteilt. Zum letzteren Lehen gehörte eine Hofstatt im nordöstlichen Teil der Jockenwiesen (heutiges Anwesen Gasthaus Krone, Rottweiler Str.2).
Die Geschichte dieses Lehens lässt sich bis 1310 zurückverfolgen als Konrad von Balingen („Cunrat von Balgingen“) ein halbes Gut den „erbaren armen Luten in dem armen Spittal ze Rotwil“ schenkte. Die andere Hälfte gehörte Benzen Bäsgen und kam später in den gemeinsamen Besitz der St. Gallus-Pfründe in Villingendorf, der Präsenz und der Petrus und Paulus-Pfründe in Heiligkreuz in Rottweil. Es war also aus der Teilung eines ursprünglich größeren Gutes hervorgegangen.
Das Kloster Gengenbach
Die übrigen vier Lehen des Spitals gehörten zum ursprünglichen Besitz des Klosters Gengenbach. In der ersten urkundlichen Nennung von Villingendorf in einer Gengenbacher Urkunde vom 28. Februar 1139, ließ sich das Kloster nicht näher bezeichnete Güter in Villingendorf durch Papst Innozenz bestätigen. Es kann als sicher gelten, dass Villingendorf zusammen mit Beffendorf, Irslingen und Niedereschach zu einem Ausstattungsgut des Klosters Gengenbach gehörte. Kernstück des Gengenbacher Besitzes war der Fronhof, der ursprünglich in zwei Hälften geteilt war. Aus ihm ging dann der spätere Spital-Drittelhof hervor, der der größte Hof in Villingendorf war. Die drei übrigen Lehen blieben Lehen. Jedoch kam eines in den Besitz der Präsenz (siehe unten), die das Lehen zusammen mit einem Lehen der St. Gallus-Pfründe als Präsenzhof in Bestand bewirtschaften ließen. Vermutlich entstanden sie z. T. durch die Zusammenlegung kleinerer Güter. Die ersten einigermaßen sicheren Nachweise der drei Lehen gelangen in einer Urkunde von 1460. 1536 verkaufte das Kloster seinen Besitz an das Spital in Rottweil (siehe oben).
Die Präzenz
Die Präsenz war die Gemeinschaft der Kapläne von Heiligkreuz in Rottweil. 1786 hatte die Präsenzverwaltung einen Hof in Villingendorf, den Präsenzhof, der in Bestand vergeben wurde. Der Präsenzhof bestand aus zwei Lehen, eines des Spitals und eines gemeinsamen Lehens der St. Gallus-Pfründe in Villingendorf, der Präsenzverwaltung selbst und der Apostel Petrus und Paulus-Pfründe im Rottweiler Münstern. Die beiden Lehen waren (mindestens) seit 1549 in einer Hand und kamen 1696 an die Präsenzverwaltung in Rottweil.
Kirchenpfründe St. Gallus in Villingendorf
Die Kirchenpfründe St. Gallus in Villingendorf besaß 1786 insgesamt 4 Lehnsgüter und etliche sogenannte „Heiligenfelder“ auf der Gemarkung. Ein Lehen war 1696 zusammen mit einem Spital-Lehen an die Präsenzverwaltung in Rottweil verkauft worden, die es dann in Bestand bewirtschaften ließ. Alle Lehen sind sehr schlecht dokumentiert. Besitztitel der St. Gallus-Kirchenpfründe können bereits in den Jahren 1321 und 1324 nachgewiesen werden.
Die Johanniter-Kommende in Rottweil
Die Johanniter-Kommende in Rottweil hatte 1786 den großen Fruchtzehnten, den Heu-, Klein- und Blutzehnten in Villingendorf, außerdem das Jus Patronatus, also das Recht den Pfarrer vorzuschlagen. Den Johanniter gehörten außerdem zwei Erblehen sowie die Widum, das Pfarrgut als Eigentum. Besitztitel der Johanniter können bereits zu Beginn des 15. Jahrhunderts nachgewiesen werden. Das zweite Erblehen wurde zwischen 1528 und 1549 erworben.
Kloster Alpirsbach
Das württembergische Klosterpflegeamt Alpirsbach in Rottweil als Rechtsnachfolger des Benediktinerklosters Alpirsbach im Schwarzwald besaß 1786 insgesamt 3 Lehen in Villingendorf, von denen zwei kleinere ursprünglich dem Kloster Wittichen im Schwarzwald zinsten (siehe dort). Das erstere Lehen war nachweislich seit dem Anfang des 14. Jahrhunderts. im Besitz des Klosters Alpirsbach. Es wird zwar nicht unter den Ausstattungsgütern des Klosters bei der Gründung im Jahr 1088 erwähnt, dürfte jedoch nicht sehr viel später in dessen Besitz gelangt sein. Es war zwar ein Erblehen, als Besonderheit ist hier jedoch zu nennen, dass der Veränderungsfall bzw. die „Weglösung“ (Tausch, Erbfall oder Verkauf) 50 Gulden kostete, ein verhältnismäßig sehr hoher Betrag.
Kloster Wittichen
1549 besaß das Clarissinnen-Kloster Wittichen im Schwarzwald zwei kleinere Erblehen in Villingendorf. Diese beiden Lehen gingen vor 1738 in den Besitz des Klosters Alpirsbach über. Nach der Kurz-Chronik des Klosters Wittichen brannte der größte Teil des Klosters 1663 nieder. 1683 wurden die beiden Lehen an das Kloster Alpirsbach verkauft, um Geld für den Wiederaufbau des Klosters zu bekommen. Wann die Lehen in den Besitz der Klosterfrauen kamen, konnte nicht rekonstruiert werden.
Rottweiler Bruderschaft
Die Rottweiler Bruderschaft, ein mildtätige Vereinigung, besaß 1786 ein größeres Lehnsgutes in Villingendorf, das bereits seit 1495 nachgewiesen werden konnte. Das Lehnshaus stand an der Stelle des heutigen Gasthauses zur Krone.
Das Dominikanerkloster in Rottweil
1786 hatten die Rottweiler Dominikaner zwei Lehen in Villingendorf, wobei das eine bereits 1420 und das andere nicht viel später in ihren Besitz kam. Die beiden Lehen werden daher als das Ältere und das Jüngere Dominikaner-Lehen bezeichnet. Nach der Besetzung Rottweils durch württembergische Truppen im Jahre 1802 wurde den Rottweiler Dominikanern am 29. Dezember 1802 die Aufhebung ihres Klosters mitgeteilt. Die Predigerkirche wurde geschlossen und die Mönche räumten das Kloster bis zum 2. Januar 1803.
Die Reichsabtei Rottenmünster
1738 besaß das Frauenkloster Rottenmünster zwei Lehen in Villingendorf, die 1767 an die jeweiligen Lehnsträger zu Eigen verkauft wurden. Ein weiteres Lehen kam 1739 vom Kloster St. Georgen an das Kloster Rottenmünster, das Lehen von St. Michael/Neckarburg (siehe dort). Von den zwei ursprünglichen Lehen war eines seit 1327 im Besitz des Klosters Rottenmünster, während das andere Lehen erst nach 1500 in dessen Besitz kam.
Die Apostel Jacobus-Pfründe zu Heiligkreuz in Rottweil
Die Apostel Jakobus-Pfründe zu Heiligkreuz in Rottweil wurde 1352 von Mechthild die Steinin mit einigen Gütern in Villingendorf versehen, vermutlich das spätere Erblehen dieser Altarpfründe. Diese Pfründe steht im Zusammenhang mit einem Jakobus-Pilgerweg, der von Balingen über Rottweil in die Schweiz führte (und von dort weiter über Frankreich und Spanien bis nach Santiago de Compostela/Galicien).
St. Michael/Neckarburg
Ein sehr altes Lehen ist das Lehen von St. Michaelspfründe zu Neckarburg, das bereits 1460 urkundlich belegt ist. Außerdem ging der Zehnte von einem Streifen Felder, insgesamt etwa 10 J an die St. Michaelspfründe zu Neckarburg. Anscheinend war die Pfründe an den Besitz der Neckarburg gekoppelt, denn mit dem Verkauf der Neckarburg durch die Grafen von Sulz in der 1. Hälfte des 16. Jahrhunderts ging die Pfründe zunächst an die Rottweiler Familie Möck und nach kurzzeitigen Besitzerwechseln an das Kloster St. Georgen im Schwarzwald über. 1739 wurde es dann an das Kloster Rottenmünster verkauft, das das Lehen dann an den damaligen Lehnsbauern zu Eigen verkaufte.
Das Zoppen-Eigengut
Neben den vielen Lehnsgütern ließ sich über die Jahrhunderte hinweg nur ein größeres Eigengut in Villingendorf nachweisen, das hier nach dem ersten Besitzer Hans Zopp (auch ein Nachkomme hieß wieder Hans Zopp) als „Zoppen“-Eigengut bezeichnet wird. 1786 hatte es eine Größe von ca. 108 J und wurde von Johannes Schanz bewirtschaftet. Der Hof befand sich in der heutigen Oberndorfer Straße 5. Das dortige Haus ist vermutlich nach dem Dreißigjährigen Krieg erbaut worden und somit eines der ältesten Häuser in Villingendorf.

### Württembergische Zeit
Mit dem Reichsdeputationshauptschluss 1803 kam das Territorium der Reichsstadt Rottweil und somit auch Villingendorf an Württemberg. Im Vorgriff auf den Reichsdeputationshauptschluss besetzten württembergische Truppen bereits am 8. September 1802 das Territorium der Reichsstadt. Im Zuge der Umsetzung der neuen Verwaltungsgliederung im 1806 gegründeten Königreich Württemberg wurde Villingendorf dem Oberamt Rottweil zugeordnet. Große Probleme verursachte die Ablösung der überkommenen Grundlasten, da dies die finanziellen Möglichkeiten vieler Bewohner deutlich überstieg. Deshalb zog sich diese Ablösung zum Teil bis über die Gründung des Deutschen Kaiserreichs nach 1870 hin. Auch Missernten und Krankheiten behinderten eine gedeihliche Entwicklung des Dorfes. Den Ausbruch der Märzrevolution 1848 nahmen die Dorfbewohner zum Anlass, den unbeliebten Schultheißen aus dem Amt zu jagen. Der Revolutionär Gottlieb Rau redete am 24. September 1848 vor etwa 4000 Zuhörern in Rottweil. Von dort setzten sich am nächsten Tag rund 1000 teilweise bewaffnete Männer in Richtung Stuttgart in Bewegung. Darunter befanden sich auch einige Bewohner von  Villingendorf. Ziel war die Teilnahme an einer Volksversammlung in Cannstatt, um dort die Gründung einer Republik in Württemberg zu erreichen. Dieser Marsch löste sich allerdings schon am 26. September 1848 in Balingen auf, weil man hörte, dass Gustav Struves Aufstand im Großherzogtum Baden beim Gefecht um Staufen gescheitert war und außer dem Haufen aus Rottweil kaum nennenswerte Unterstützung aus anderen Landesteilen kam, so dass abzusehen war, dass aus dem geplanten Sternmarsch auf Cannstatt nichts mehr werden konnte. Der gescheiterte Marsch ging als „Zwetschgenfeldzug“ in die lokale Geschichte ein, weil so mancher Teilnehmer den entstandenen Kummer mit Schnaps hinunterspülte. Im Deutsch-Französischen Krieg blieben alle Teilnehmer aus Villingendorf am Leben. Dies änderte sich mit dem Ersten Weltkrieg. Es gab insgesamt 32 gefallene und 34 verwundete Soldaten der württembergischen Armee, die aus Villingendorf stammten. Während der Zeit des Volksstaates Württemberg war das Zentrum die stärkste politische Partei am Ort und erzielte große Wahlerfolge, selbst noch in den Jahren von 1930 bis zum März 1933. Bei der letzten Reichstagswahl, bei der noch mehrere Parteien zugelassen waren, erreichte das Zentrum am 5. März 1933 in Villingendorf mit 352 Stimmen immer noch mehr als doppelt so viele Stimmen wie die NSDAP, die mit 152 Stimmen den zweiten Platz belegte.
Bei der Kreisreform während der NS-Zeit in Württemberg gelangte Villingendorf 1938 zum erweiterten Landkreis Rottweil. Im Zweiten Weltkrieg blieb das Dorf vor Zerstörungen weitgehend verschont, aber es sind 80 gefallene und 32 vermisste Soldaten der Wehrmacht aus Villingendorf dokumentiert. Am 20. April 1945 besetzten Soldaten der 1. Französischen Armee den Ort, ohne dort auf Widerstand zu stoßen.

### Nachkriegszeit
1945 wurde das Gebiet Teil der Französischen Besatzungszone und kam somit zum Nachkriegsland Württemberg-Hohenzollern, welches 1952 im Land Baden-Württemberg aufging. In den ersten Nachkriegsjahrzehnten war die CDU die stärkste Partei am Ort und erzielte hohe Wahlergebnisse, stets zum Teil weit über 70 %.

### Einwohnerentwicklung
Villingendorfs Bevölkerung war lange von Wachstum geprägt, jedoch hat sich seit 2011 ein Bevölkerungsrückgang eingestellt von 3255 am 9. Mai 2011 auf 3221 im 3. Quartal 2012 und weiter auf 3203 Ende 2012. Seit 2018 ist wieder ein Anstieg festzustellen.
Im Jahr 2019 (3. Quartal) lebten laut Statistischem Landesamt Baden-Württemberg 300 Ausländer in Villingendorf, dies entsprach 8,8 % der Gesamtbevölkerung.
| Jahr | Einwohner |
| ---- | --------- |
| 1800 | 360       |
| 1810 | 450       |
| 1820 | 504       |
| 1830 | 535       |
| 1840 | 664       |
| 1850 | 674       |
| 1860 | 674       |
| 1870 | 680       |
| 1880 | 713       |
| 1890 | 753       |

| Jahr | Einwohner |
| ---- | --------- |
| 1900 | 755       |
| 1910 | 812       |
| 1920 | 939       |
| 1930 | 1005      |
| 1940 | 1182      |
| 1950 | 1235      |
| 1960 | 1626      |
| 1970 | 2203      |
| 1980 | 2461      |
| 1990 | 2654      |

| Jahr | Einwohner |
| ---- | --------- |
| 1995 | 2821      |
| 2000 | 3104      |
| 2005 | 3285      |
| 2010 | 3310      |
| 2015 | 3250      |
| 2020 | 3349      |

## Religionen
Villingendorf ist überwiegend katholisch und deren Kirchengemeinde St. Gallus gehört zum Dekanat Rottweil der Diözese Rottenburg-Stuttgart.

## Politik

### Gemeinderat
Der Gemeinderat in Villingendorf besteht aus 12 Ratsmitgliedern, die bei der Kommunalwahl am 26. Mai 2019 gewählt wurden. Die 12 Sitze im Gemeinderat verteilen sich auf die Liste Blau und die Liste Gelb.

### Bürgermeister
Am 28. Oktober 2018 wurde Marcus Türk im ersten Wahlgang mit 88,9 % der Stimmen bei einer Wahlbeteiligung von 64,6 % zum neuen Bürgermeister der Gemeinde Villingendorf gewählt.

### Wappen
Blasonierung: In Blau zwei schräggekreuzte, einwärtsgekehrte goldene Flösserhaken, beiderseits und unten begleitet von je einem achtstrahligen silbernen Stern.

### Partnerschaften
Villingendorf pflegte nach der Wende viele Jahre lang partnerschaftliche Beziehungen zu Reinhardtsgrimma in Sachsen. Nach der Eingemeindung Reinhardtsgrimmas zur Stadt Glashütte wird diese Partnerschaft jedoch nicht mehr gepflegt.

## Sehenswürdigkeiten

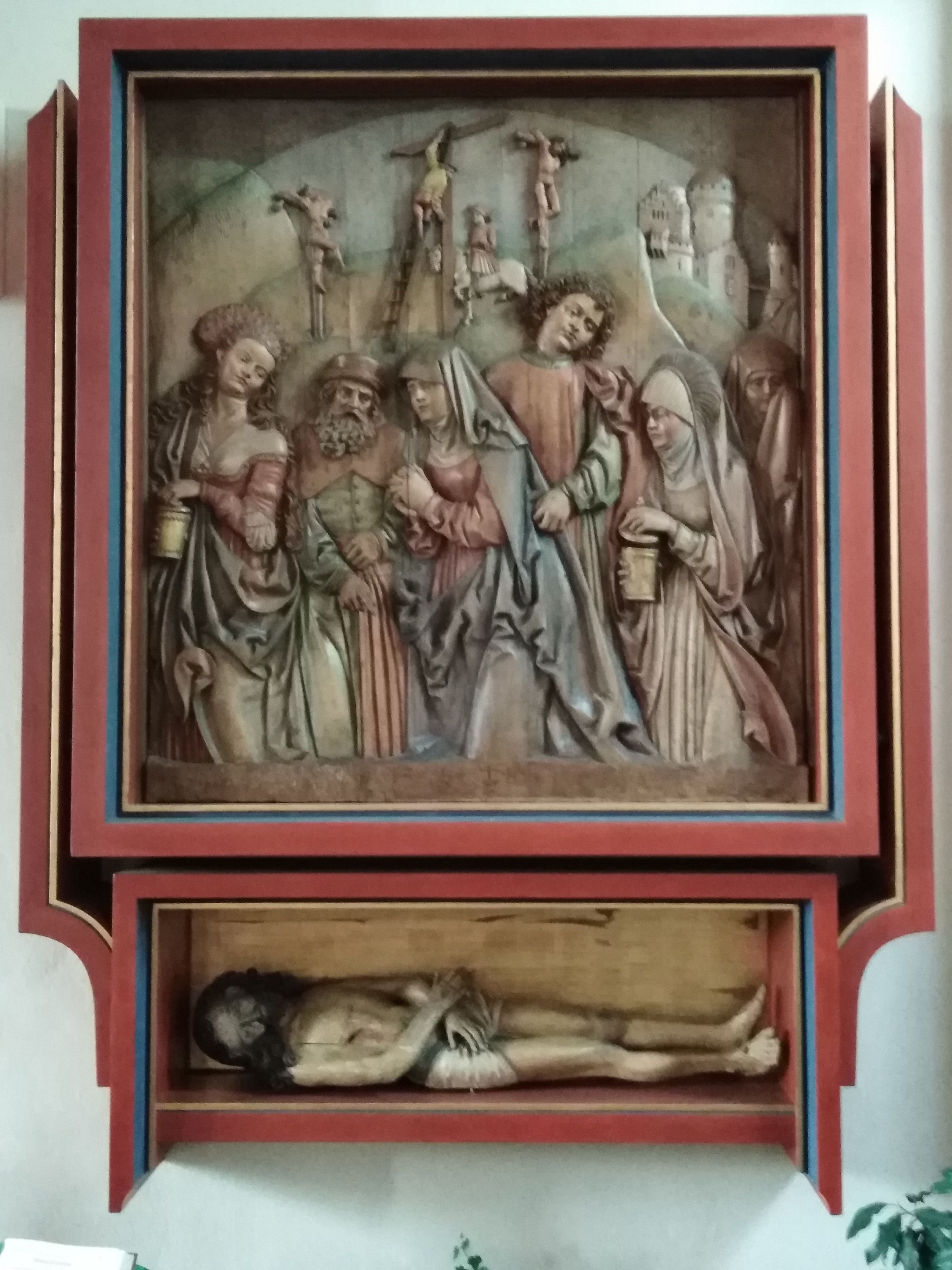
St. Gallus – Die weinenden Frauen auf dem Gang zum Grabe Christi (Heiliggrabretabel)

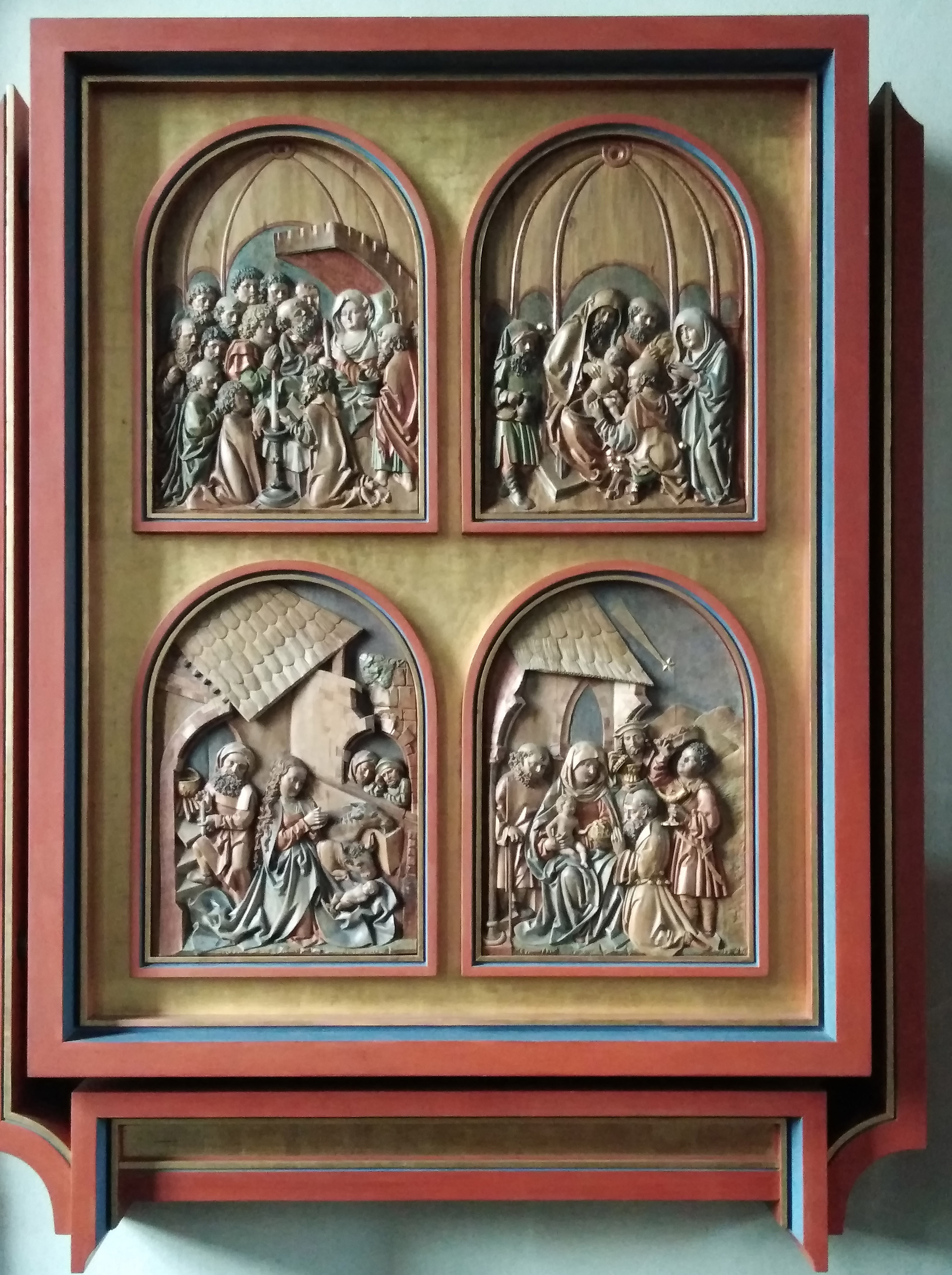
St. Gallus – Tafel des Marien- oder auch Frauenaltars der ehem. Johanniterkirche Rottweil (um 1510)

Die Kirche St. Gallus birgt Teile des Marienaltars und des Heiliggrabretabels der 1826 abgerissenen Johanniterkirche Rottweil. Den spätgotischen Altar und das Heilige Grab ließ Komtur Leonhard Gyß (1512–1538) vermutlich – so Hecht – in der Werkstatt Hans Wydyz anfertigen. Auf beiden Werken war vor der Restaurierung durch die Diözese Rottenburg der Komtur als Stifter mit einem Johanniterkreuz gekennzeichnet, das in Brusthöhe seines Mantels – schwalbenartig gespalten – angebracht war.  In Villingendorf ist nur das Mittelrelief der Grablegung Christi erhalten. Die Lindenholzfigur Johannes des Täufers, Ordens- und Kirchenpatron der Johanniter, gehörte wie die Darstellung des Josef von Arimathäa zum Flügel des Heiliggrabretabels und ist in der Sammlung Dursch im Dominikanermuseum Rottweil ausgestellt. Zu Füßen des Hlg. Johannes kniend ist der Stifter noch heute mit Ordenskreuz abgebildet. Auch im Dominikanermuseum zu sehen sind Predellenbüsten des Marienaltars. Die Kirche war bei der Belagerung der Stadt Rottweil durch Guébriant 1643 schwer beschädigt worden. 1760 erfuhr sie eine Renovation, die spätgotische Darstellung des Heiligen Grabes erhielt eine neue Fassung (Hecht). Die Grabeskirche war – als Teil der Johanniterkommende Rottweil – 1810 auf königlichen Befehl geschlossen worden.
Die Tafel des Marienaltars links zeigt Szenen aus der Kindheit Jesu (Geburt Jesu, Anbetung der drei Könige (Epiphanie), Beschneidung Jesu) und die Beweinung Mariens.

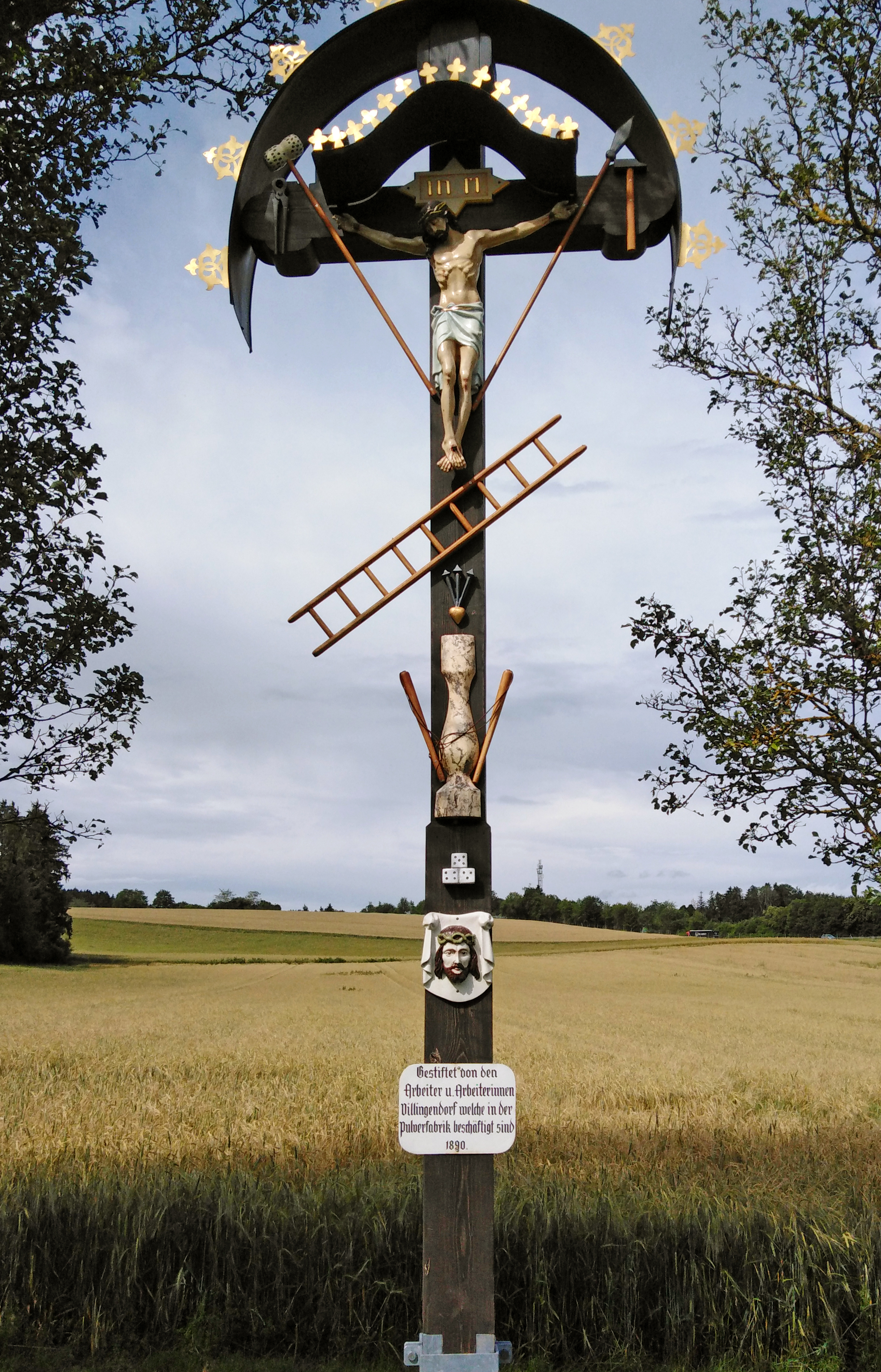
Villingendorf. Wegkreuz der Arbeiter und Arbeiterinnen der Pulverfabrik (1890)

Am Radweg von Villingendorf nach Zimmern ob Rottweil, der von der südlichen Ortsausfahrt entlang der B 14 verläuft,   befindet sich ein außergewöhnliches Wegkreuz, ein sog. Arma-Christi-Kreuz. Es wurde 1890 von Arbeitern und Arbeiterinnen der Pulverfabrik, die aus Villingendorf kamen, errichtet. Unter dem überdachten Korpus sind die Leidenswerkzeuge Jesu dargestellt: Leiter, Lanze, Geißel und Würfel; am Fuß ist das Schweißtuch der Veronika und die Inschrift der Arbeiter und Arbeiterinnen zu sehen.